# 정종명
정종명(1945년 12월 17일 ~ )은 대한민국 소설가이다. 경상북도 봉화에서 태어나, 1971년에 서라벌예술대학 문예창작학과를 졸업하고, 1978년에 [월간문학] 신인작품상에 <사자의 춤>이 당선되면서 작품 활동을 시작하였다. 1985년 5월부터 1년간 문예지 소설문학에 장편소설《거인》이 연재되면서 독자들에게 좋은 평가를 받으며 《이명》,《숨은 사랑》,《의혹》,《아들 나라》,《의혹》,《대상(大商)》,《신국(新國》,《올가미》등 지금까지 꾸준한 작품 집필로 한국의 대표 작가로 활발히 활동하고 있으며 현재 사단법인 한국문인협회 제25대 이사장에 재임중이다.

## 생애[1]

### 생애 초반
1945년 경상북도 봉화에서 아버지 정봉수(鄭奉守), 어머니 박임득(朴任得) 사이에 3남2녀 중 맏아들로 태어났다. 1950년에 도계초등학교에 입학했으나 한국 전쟁으로 고향인 경상북도 봉화군 물야면 수식리 독점동으로 피난하여 그곳에서 초등학교를 졸업했다. 아버지는 겨울밤 마을 사람들을 상대로 춘향전, 심청전, 장화홍련전 같은 이야기책을 즐겨 읽어 주었다. 어린 정종명은 어른들이 담배를 말아 피우다 방치한 알렉상드르 뒤마의《삼총사》를 읽고 생애 최초로 장차 작가가 되고 싶다는 꿈을 품게 된다. 1960년 강원도 태백시로 이주하여 태백중학교를 거쳐 1963년에 강릉고등학교에 입학한 후 본격적으로 학원 등에 작품을 투고하면서 조기방학 중에 쓴 단편소설《도주(逃走))》가 서라벌예술대학 문예창작학과에서 주최한 전국고등학생 문예콩쿨대회에 당선하는 영예를 차지하는 등 각종 백일장에서 입상 경력을 쌓게 된다. 1966년 서라벌예술대학 문예창작학과 특기생으로 입학했고 1971년에 졸업 하게 된다. 바로 위에 마종하, 이동하, 김형영, 임영조, 박건한, 김정례 제씨들이 다녔고, 훗날 문단에 등단한 김년균, 오정희, 이경자, 윤정모, 이우선, 장경호, 이남진, 김희원 제씨들은 동기생들이다.

### 1970년대 생애
1971년 대학을 졸업했으나 취업이 어려워 낙향할 수밖에 없는 처지였는데, 재워 주고 먹여 준  김년균 동기생의 호의로 그의 자취방에 들어앉아 500장 넘는 중편소설을 썼다. 김년균은 재미도 없는 그 작품을 기회 있을 때마다 읽어 주면서 많은 격려를 아끼지 않았다. 그해 4월에 월간 "스포오츠" 취재기자로 입사했다. 주간에 구자운 시인, 편집부장에 최범서 작가가 재직했고, 후에 작가로 등단한 황원갑, 이호일 씨가 함께 근무했다. 그 해 10월에 김원일 작가가 부장으로 재직하는 도서출판 국민서관으로 자리를 옮겨, 4년 6개월간 근무했다. 1974년 11월에 결혼하여 이후 두 아들을 두었다. 1975년에 유익서, 이채형, 황충상 등을 만나 소설습작 토론회를 만들었다. 만년 신춘문예 낙방생들이었는데, 나중에 이들 모두 작가로 등단했다. 1978년에 문예지 현대문학에 입사했다. 주간에 조연현 문학평론가, 편집부장에 김국태 작가가 재직했고, 감태준 시인이 함께 근무했다. 그 해 가을에 단편소설 《사자(死者)의 춤》이 월간문학 신인작품상에 당선되어 문단에 등단, 1979년《떠돌이의 혼》등을 발표했다.

### 1980년대 생애
1980년 이문열, 이외수, 윤후명, 손영목, 서동훈, 유익서, 김원우, 김채원, 유홍종, 표성흠 등과《작가(作家)동인》을 결성하고 동인지 1집을 민음사에서 출간했다. 후에 강석경, 김상렬, 김인배, 정소성, 최학, 황충상 등도 참여했다. 1981년 단편소설《건널목 뛰어넘기》《고맙습니다》《겨울 야화》《회귀전말》《추방》《심판》과 중편소설《우울한 희극》 등을 발표했고 1983년 단편소설《오월에서 사월까지》《이명(耳鳴)》등을 발표했으며, 만 5년간 근무한 현대문학사를 떠나 문예지 소설문학으로 직장을 옮겼다. 1984년 중편소설《탈춤》과 단편소설《사설문담》등을 발표했다. 1985년 5월호부터 장편소설《거인(巨人)》을 소설문학에 연재했고, 창작예술사에서 소설집《오월에서 사월까지》를 출간했고, 제1회 동포문학상 신인상을 수상한다. 1986년 문예지 문학정신(文學精神) 편집장으로 부임한다. 이승훈 시인의 추천으로 장편소설《거인(巨人)》을《인간의 숲》으로 개제하여 고려원에서 출간하고, 1987년 3월 동아출판사에서 간행된 우리 시대 우리 작가 32권 문학전집 중 27권에 장편소설《거인》이 수록되었다. 중편소설《우울한 희극》을 고려원 소설 문고본으로 출간했고, 1988년에 소설집 《이명(耳鳴)》을 도서출판 동아에서 출간했고, 1989년에 전상국 작가의 추천으로 장편소설《아들 나라》를 강원일보사에서 발행하는 월간태백에 연재했고, 동년에 중편소설 《숨은 사랑》, 단편소설《피아트 볼론따스 뚜아》《서울은 천국이다》등을 발표했다. 장편소설《거인》이 MBC 미니시리즈 8부작으로 방영되었다.

### 1990년대 생애
1990년 중편소설《영원한 것은 아무것도 없다》《어느 몽상가의 빗나간 운명론》《빠른 바람은 소리로 남는다》《아무도 죽지 않는다》등을 발표했다. 
대도(大盜) 조세형 사건을  모티브로 한 장편소설《아들 나라》가 세계일보 출판국에서 출간되었고, 이듬해 12월 영화로 만들어져 대한극장에서 상영되었다. 이듬해에 중편소설《그러나 사랑은 아름답다》등을 발표했다. 1992년 1월부터 이듬해 2월까지 역사소설《거물(巨物)》을 서울경제신문에 연재했고, 1993년 소설집《숨은 사랑》을 동아출판사에서 출간했다. 1994년 11월부터 1995년 9월까지 대동일보에 역사소설《제왕의 춤》을 연재했다. 1995년 7월에 역사소설《신국(新國)》(전3권)을 문예산책에서 출간, 11월에 역사소설《대상(大商)》(전2권)을 한국경제신문 출판국에서 출간했다. 1997년 단편소설《의혹》에 이어 《빛과 그늘》《내 사랑 내 곁에》, 중편소설 《꼭꼭 숨은 입》등을 연달아 발표했다. 1999년 3월부터 이듬해 2월까지 영남일보에 장편소설《욕망의 늪》을 연재했고 1999년 10월 소설집《의혹》을 뿌리출판사에서 출간 중앙대학교 예술대학 문예창작학과 동문회가 주관하는 서라벌문학상을 수상했다.

### 2000년대 생애
2001년 3월부터 경기대학교 문예창작학과에서 강의했다. 이후 2010년 2월까지 강사, 겸임교수, 대우교수 등을 거쳤는데 수필쓰기, 소설쓰기, 동화쓰기 등을 강의했다. 또 2005년 9월부터 현재까지 한국사이버대학교 문예창작학부에서 겸임교수로 출강했다. 이 기간에 롯데백화점 잠실점 MBC 문화센터에서 소설쓰기, 수필전문지 수필과 비평사 소속 창작아카데미에서 수필쓰기 지도강사로도 출강했다. 경기대학교에서는 우수강의자 표창을 받았고, 한국사이버대학교에서는 240여 개 과목 중 10%권에 드는 우수 강의평가를 받았다. 2001년 12월 수필집《사색의 강변에 마주 앉아》를 출간했고, 2002년 11월에 박양호, 손영목, 유만상, 유익서, 이채형, 정동수, 정성환, 최학, 황충상 등과 소설마당 1집을 출간하였으며, 2003년 한국소설가협회 이사로 피선되었다.
2005년 1월에 국제펜클럽 한국분부 부이사장에 피선되었다. 이사장에는 문효치 시인, 부이사장에는 김종상 아동문학가, 이수화 시인, 이길원 시인, 김학 수필가가 동반 당선되었다. 2007년 2월 한국문인협회 편집국장으로 부임하여 2010년까지 월간문학, 계절문학 등 편집 실무를 담당했고, 2009년 장편소설 [올가미]를 출간했다. 현재 2011년 제25대 한국문인협회 이사장에 당선되어 재임중이며 한국문단과 예술인의 복지향상과 발전을 위해 왕성한 활동을 하고 있다.

## 약력
- 1978년 - 1983년  문예지 現代文學社 편집부에 근무
- 1986년 - 1988년  문예지 文學精神 편집장 역임
- 1989년 - 1990년  종합지 월간태백에 장편소설 "아들 나라" 연재
- 1992년 - 1993년  서울경제신문에 장편소설 "巨物" 연재
- 1994년 - 1995년  경북일보에 장편소설 "帝王의 춤" 연재
- 1999년 - 2000년  영남일보에 장편소설 "욕망의 늪 연재
- 2002년 - 2007년  MBC문화센터(잠실롯데백화점) 소설창작반 지도강사 역임
- 2005년 - 2007년  (사)국제펜클럽 한국본부 부이사장 역임
- 2001년 - 2009년  경기대학교 문예창작학과 겸임교수, 대우교수 역임
- 2006년 - 2007년 '수필과 비평' 부설 창작아카데미 수필창작반 지도강사 역임
- 2007년 - 2010년 (사)한국문인협회 이사 및 편집국장 역임
- 2011년 - (사)한국문인협회 제25대 이사장 재임중

## 주요 작품
- 1985년  《오월에서 사월까지》(창작예술사)
- 1986년  《인간의 숲》(고려원)
- 1988년  《耳鳴》(도서출판 열림원)
- 1990년  《아들나라》(세계일보 출판국)
- 1993년  《숨은 사랑》(동아출판사)
- 1995년  《新國》(도서출판 문예산책) (전3권)
- 1995년  《大商》(한국경제신문출판국) (전2권)
- 1999년  《의혹》(뿌리출판사)
- 2001년  《사색의 강변에 마주 앉아》(뿌리출판사)
- 2009년  《올가미》(문학나무)

## 작품세계
이용부의 시집 <새벽을여는 사람들>에서는 단아하면서도 중후한 지덕을 고루가춘 시의 날갯짓이 어느 하늘을 낭를런지 예측이 어렵다. <하늘이 가슴 반쪽 만큼이나/ 비어 있는 날은 환상의 꽃등불 심지 돋우며/님 마중나간다/ 평생의 업보/수즙게스리/두볼매만지며/시 마중나간다./심장의 피/해 맑은 시심의  숨결고르며/-시서시 전문중- 이시는 풍부한 언어의 수련을 거쳐 온 재능이 번뜩인다. 단순한 말재주에서도 시어가 풍부하듯이 보일수도 있고 무게없는 느낌의 경박한 산만함에서도 반짝반짝 말재능을 풀어노울수도 있다.그렇지만 이작품에서는 그러한 가벼운 감상적 흐트러짐이 아니고 진실로 가슴 가득히 채워진 상연의 창고에서 우러나온 소리로 울리고 있다.' 하늘이 반쪽만큼이나/비어있는 날은 '이라고 마음의 허전한 시간을 표현해놓은 시어의 요란스러움이 과장되게 느껴지지도 않거니와 그렇게 마중하러 나가는 그리움의 대상이 혹여 여인이나 되는듯이 여기게 하면서도 아름다운 연인에 못지 않은 그보다 더 귀한 시세게 그 자체라는 것을 끝대목에서 감지시키게 해주는 시적 재능을 펼쳐 보이고 서시 의 첫발을 짧은 시로 읊조려 놓은 재주가 비발하다. 시인이 앓고 있는 어떥 중병도 시 한편만이 고칠수 있다는 죄선의 신념으로 대성하기바란다.는 고이 김창직교수는 평을 해놓았다.

## 중편소설
<숨은 사랑>
노시인 가르시아는 노리에이 장군의 사저인 비토리오 성으로 초대된다. 노리에이는 쿠데타로 집권하여 25년간 통치권을 행사하다가 2년 전 심복인 마웅사우 대통령을 전면에 내세우고 막후에서 섭정하는 인물. 그의 협력을 요청받은 가르시아는 하루 속히 나라가 안정되기를 바란다는 모호한 대답을 하고, 돌아오는 길에 애인 테레사의 아파트에 들렀다가 뒤늦게 귀가한다. 그의 그런 행적을 두고 노리에이와의 밀착설이 항간에 퍼지자 제자들이 찾아와 항의하는데, 친위 쿠데타가 발발한다. 쿠데타는 재야 지도자들을 검거하기 위한 노리에이의 사기극으로 밝혀지며, 이로 인해 카이주아 일원에서 시민들이 합세하자, 그의 아버지인 도이구지 역시 시위대에 합세했다가 붙잡혀 투옥된다. 유산으로 입원한 며느리를 문병하고 돌아온 그 날 밤 경찰서로 연행된 가르시아는, 테레사와의 불륜 관계를 미끼로 내세운 그들로부터 신문에 보낸 칼럼 원고를 다시 쓰는 데 협력할 것을 강요받는다. 그러나 노시인 가르시아는 자신의 혀를 깨물어 자살을 기도하면서까지 끝내 독재자에 항거한다.

## 주요 언론 기사
- https://news.v.daum.net/v/20140916165714959 문인 33명이 비운의 애국시인 윤동주의 고향 연변을 찾아가다
- http://www.munhwa.com/news/view.html?no=2014070401032930136002 “돈이 최고인 시대… 문학이 살아야 人性·사회 살아나”
- http://www.munhwa.com/news/view.html?no=2014070401073030136001  정종명 이사장은 누구? 김동리가 대학교 시절 은사… 기자·편집인·교수 경력 다채
- http://www.munhwa.com/news/view.html?no=2014070401073030136003  “이문열 젊어서부터 큰 작가 풍모… 이외수 너무 트위터 몰두”
- http://www.kado.net/news/articleView.html?idxno=621741  소설 ‘올가미’ 작가 정종명씨 내달 4일 인문학 콘서트
- http://www.geojenow.co.kr/news/articleView.html?idxno=13439 보관됨 2014-07-14 - 웨이백 머신  거제선상문학축제 대성황
- http://www.hannamilbo.com/news/articleView.html?idxno=92059  거제선상문학축제·한국문학심포지엄 대성황
- http://www.wikitree.co.kr/main/news_view.php?id=176111 보관됨 2014-07-14 - 웨이백 머신  한림원, '문학과 과학, 그리고 창조경제' 원탁토론회 개최
- https://news.naver.com/main/read.nhn?mode=LSD&mid=sec&sid1=100&oid=001&aid=0006953273  '문학과 과학, 그리고 창조경제' 관한 토론회
- https://news.v.daum.net/v/20111226154707520  정종명 한국문인협회 이사장 사업계획 간담회
- http://news.kukinews.com/article/view.asp?page=1&gCode=kmi&arcid=0005686146&cp=du%5B깨진+링크(과거+내용+찾기)%5D  정종명 한국문인협회 이사장 “北과 문인교류 적극 추진… 사회적 이슈 목소리 낼 것”
- http://www.daehanilbo.co.kr/news/articleView.html?idxno=23913 정종명 문협이사장,문예발전 공로 대통령상 수훈, 문화체육관광부,'2013 문화예술 발전 유공자' 발표
- http://www.ecolaw.co.kr/news/articleView.html?idxno=36127  정종명이사장, 남북문인 교류대회 추진, 문협 창립 50주년 기념 비전제시
- https://news.v.daum.net/v/20140612143114807 제10회 전국 중고등학생 독도사랑 시(詩) 낭송대회가 성황리에 개최
- http://www.e2news.com/news/articleView.html?idxno=47948<신년인터뷰-한국문인협회 정종명 신임 이사장> “젊은 문협 만들고, 문인들에 자긍심 심어주겠다" 당선 후 첫 과제는 원고료 인상, 지역문학 창간하고 평생교육원 만들어 문인들 권익 추구
- http://news.mk.co.kr/newsRead.php?year=2011&no=49653  한국문인협회 이사장 정종명씨 당선

## 참고 문헌
- 이 문서에는 다음커뮤니케이션(현 카카오)에서 GFDL 또는 CC-SA 라이선스로 배포한 글로벌 세계대백과사전의 내용을 기초로 작성된 글이 포함되어 있습니다.